# Prometeo (Liszt)
Prometeo (originariamente Prometheus) è il titolo di un poema sinfonico di Franz Liszt, composto tra il 1850 e il 1855.

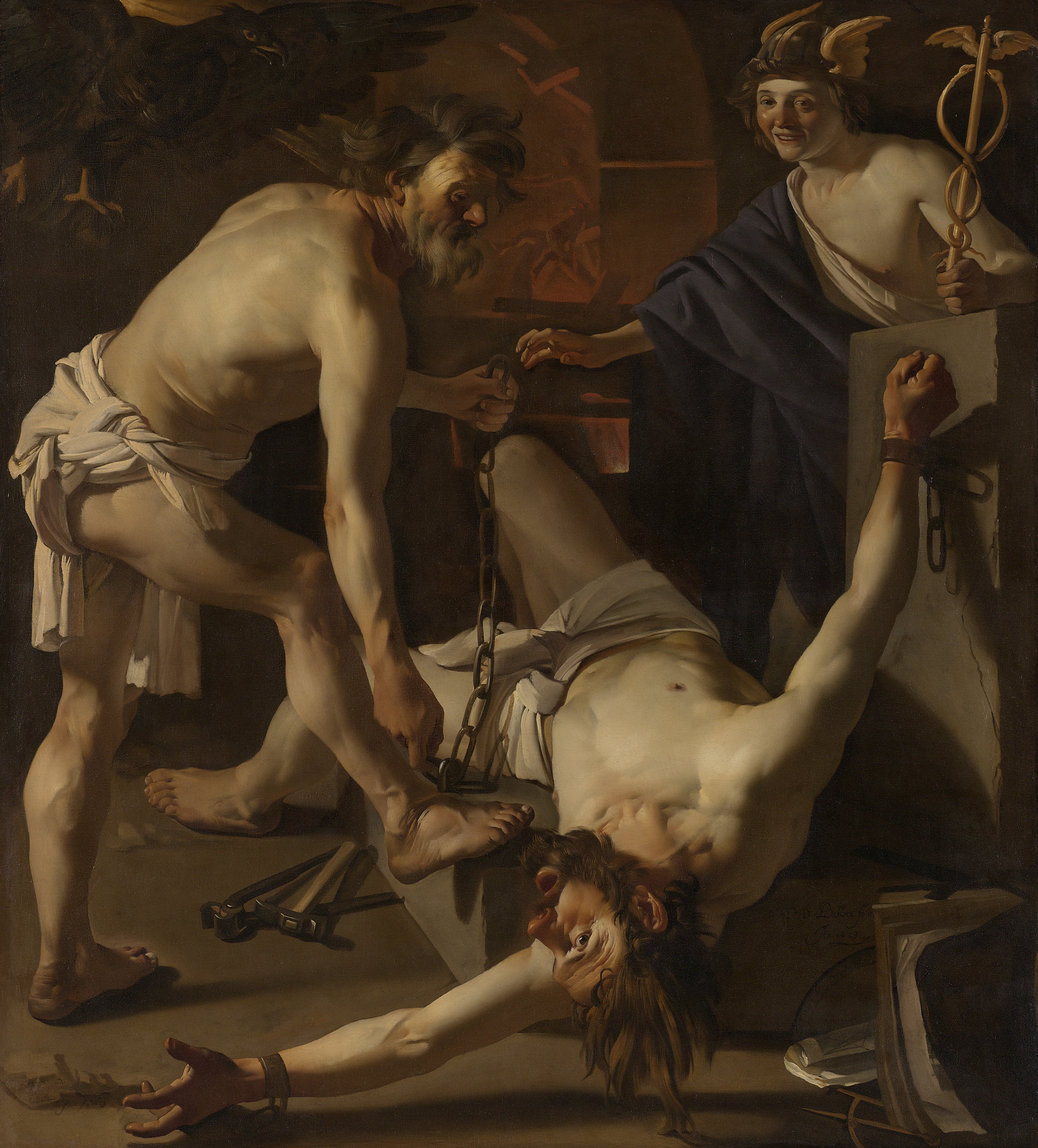
Incatenamento di Prometeo

## Genesi
Fin dal 1848 con Ce qu'on entend sur la montagne Liszt stava sperimentando la nuova forma del poema sinfonico come commistione di suggestioni letterarie e ispirazione musicale romantiche.
Il Prometeo fu eseguito per la prima volta il 24 agosto 1850, dopo i grandi affreschi sinfonici Tasso, Lamento e Trionfo e Les Préludes, e precedette la scrittura di Mazeppa.
Era stato concepito per celebrare a Weimar l'inaugurazione di una statua dedicata ai cent'anni dalla nascita di Johann Gottfried Herder. Herder era stato Soprintendente generale della chiesa luterana nel granducato dal 1776 al 1788, e autore di un Prometeo liberato la cui rappresentazione musicale in forma di cantata era stata affidata a Liszt.
La partitura, composta in forma di abbozzi da unire successivamente, fu orchestrata da Joachim Raff, come era già avvenuto per Ce qu'on entend sur la montagne, in quanto l'autore non confidava totalmente nelle sue capacità di orchestratore.
Ma tra il 1852 e il 1854 Liszt rimise mano alla partitura preparandone una versione dell'ouverture che denominò con il nuovo termine di poema sinfonico. Il 10 ottobre 1855 l'autore ne diresse l'esecuzione a Braunschweig.
È in questa forma che il Prometeo fu inviato alla Breitkopf & Härtel a Lipsia per la pubblicazione a stampa dopo le ultime correzioni a mano di Liszt, del maggio del 1856.

## Fortuna
La musica proposta da Liszt per illustrare la prigionia, il dolore la speranza e il trionfo finale di Prometeo risultò al pubblico contemporaneo incomprensibile per le molte dissonanze che fin dalle prime battute accompagnano la partitura. Le parti corali finirono ben presto inutilizzate, mentre l'Ouverture acquistò vita propria grazie alle molteplici esecuzioni volute e dirette da Hans von Bülow.
La critica musicale, all'epoca impersonata da Eduard Hanslick, stigmatizzò l'opera di Liszt, deprecando la presunzione di "sviolinare o zufolare i più magnifici fenomeni del mito e della storia, i più profondi pensieri della mente umana". L'obiezione non riguardava in effetti il rapporto tra linguaggio musicale e associazioni extramusicali, quanto la vastità dei soggetti affrontati.
Come gran parte della produzione orchestrale di Liszt il Prometheus è considerato oggi molto inferiore alla produzione pianistica e relegato alla periferia del repertorio concertistico.
Come per rievocare l'attività di trascrittore di Franz Liszt (che parafrasò il suo poema sinfonico per pianoforte a quattro mani), l'organista e compositore Jean Guillou ha trascritto il Prometheus per organo.

## Discografia
- Prometheus, the myth in music

Berliner Philharmoniker diretti da Claudio Abbado,
etichetta SONY Classical, SK 53978-2
incisione dal vivo del 4 ottobre 1994.
- Liszt, Symphonic Poems

Orchestra Sinfonica della Radio nazionale polacca, diretta da Michael Hálasz
etichetta Naxos 8.550487
incisione del 2-6 aprile 1991
- Liszt, A Faust Symphony, A Dante Symphony, Les Preludes, Prometheus, (2CD)

London Philharmonic Orchestra diretta da Sir Georg Solti
etichetta Decca, 466751
incisione del 13 marzo 2001